# Dubbeleworststeeg

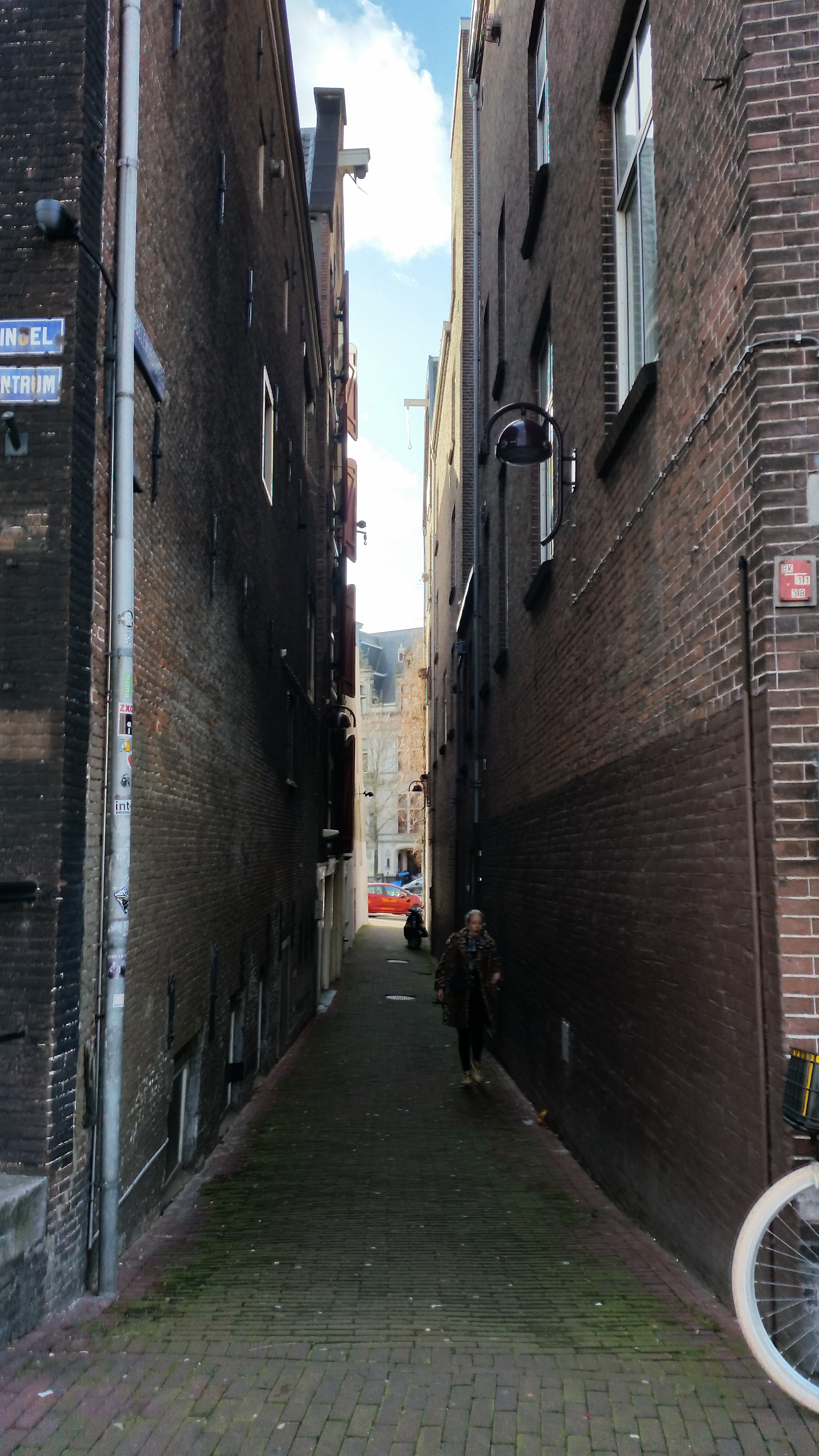
Dubbeleworststeeg vanaf Singel (februari 2019)

De Dubbeleworststeeg is een steeg in het Amsterdam-Centrum.
De steeg is gesitueerd tussen Singel en Herengracht. Wanneer de steeg officieel haar naam kreeg is niet bekend (voor 1866), maar hij is vernoemd naar zijn vroegere bewoner Laurens Dubbelworst, die naar zeggen in 1672 overleed in een hoekpand van de steeg en de Herengracht. Pieter Bast tekende de steeg in op zijn stadsplattegrond van 1599, de tijd dat er aan de westzijde van het Singel bebouwing stond; het Singel was enige tijd vestinggrens.
De steeg kent oneven huisnummers oplopend van 1 tot en met 25, de gevelwand daarvan strekt zich aan de noordzijde van de steeg uit over de gehele lengte. Aan de even zijde zijn er alleen huisnummers 2A en 2B; het pand heeft zijn andere gevel aan de Beulingsloot. De zuidkant is echter wel geheel ingeschreven als gemeentelijk monument dan wel rijksmonument:
- het begint met rijksmonument Singel 420
- vervolgens komt een achtergevel van gemeentelijke monument Singel 422-424, een L-vormig pand;
- daarna volgt rijksmonument 936 Dubbeleworststeeg 2 A/B; een pakhuis van rond 1700 met puntgevels
- tot slot is er de zijgevel van Herengracht 391-393

In de 17de eeuw woonde de schilderes Judith Leyster hier met haar man Jan Miense Molenaer. Zij kwamen uit Haarlem en verhuisden kort na hun huwelijk naar Amsterdam. 
De steeg, al tijden alleen voetgangersgebied, is in 2007 gerenoveerd en voorzien van een bestrating van rode klinkers.
Amsterdam kende nog een Dubbeleworststeeg; deze werd in 1912 hernoemd naar Damraksteeg. Het verhaal gaat dat Dubbelworst hier ook gewoond zou hebben. Er zou hier in en in de huidige Damraksteeg midden 17e eeuw gevelstenen ingemetseld zijn geweest met een dubbele worst, aldus Jan ter Gouw in Amsterdam, oorsprong en afleiding van de namen uit 1865 en Jan ter Gouw en Jacob van Lennep in hun De uithangteekens (1867-1869).